# کیاس؛چایلد
کیاس؛چایلد (ژاپنی: カオスチャイルド هپبورن: Kaosu Chairudo, انگلیسی: Chaos;Child)، (همچنین نوشته شده به سبک ChäoS;Child) یک رمان تصویری توسعه یافته توسط 5pb. و منتشر شده در ۲۰۱۴ می‌باشد. این رمان چهارمین بازی از سری ساینس ادونچر پس از کیاس؛هد، اشتاینز؛گیت و روباتیکس؛نوتس بوده و نیز دنبالهٔ موضوعی کیاس؛ هد نوح است. این رمان در آغاز برای ایکس‌باکس وان و سپس برای پلی‌استیشن ۳، پلی‌استیشن ۴، پلی‌استیشن ویتا، مایکروسافت ویندوز، آی‌اواس، اندروید، نینتندو سوئیچ منتشر گشت. نسخهٔ محلی‌سازی شدهٔ این رمان به انگلیسی توسط پی‌کیوب در ۲۰۱۷ برای پلی‌استیشن ۴ و ویتا و در ۲۰۱۹ توسط اسپایک چانسافت برای ویندوز و سوئیچ انتشار یافت.
بازیکن نقش میاشیرو تاکورو را بر عهده می‌گیرد، شخصیتی که رئیس باشگاه روزنامه‌نگاری مدرسه‌اش است و همراه با دوستانش در حال تحقیق بر روی پروندهٔ قتل‌های زنجیره‌ای «بازگشت جنون نسل جدید» (Return of the New Generation Madness) می‌باشد. کیاس؛چایلد دومین رمان در سری است که از سیستم «دلوژنال تریگر» (Delusional Trigger) به عنوان شکل اصلی تعامل بازیکن استفاده می‌کند. این سیستم که از نظر عملکرد همچون کیاس؛هد می‌باشد، سه انتخاب را پیش روی بازیکن می‌گذارد و بازیکن باید تصمیم بگیرد که تاکورو: توهم مثبت خواهد داشت، یا توهم منفی، یا اینکه اصلاً توهمی نخواهد داشت و داستان به صورت عادی ادامه پیدا خواهد کرد.
این رمان ساخته شد تا علاوه بر میزان بیشتری عناصر وحشت، عناصر «روانشناختی-تعلیقی» را همچون کیاس؛هد داشته باشد. برای سبک رمان، توسعه دهندگان تلاش کردند این بازی را برخلاف بازی قبلی سری، روباتیکس؛نوتس «غیر احساس برانگیز» بسازند. موسیقی رمان توسط تاکشی آبو و بر اساس برداشت‌های او از داستان و روند احساسی آن ساخته شده تا ارتباط خوبی بین موسیقی و جهان‌بینی رمان تشکیل شود. محلی‌سازی انگلیسی این رمان توسط آدام لنسنمیر (Adam Lensenmayer) همراه با ارتباطات زیادی با توسعه دهندگان انجام شده است. لنسنمیر در ترجمهٔ سایر رمان‌های ساینس ادونچر همچون اشتاینز؛گیت ۰ (۲۰۱۵) تجربه داشته که باعث شده روند بازی کردنشان خوشایندتر شود.
کیاس؛ چایلد با استقبال خوبی از سوی منتقدان همراه شد، اما از نظر تجاری ضعیف عمل کرد؛ که منجر به توسعهٔ اشتاینز؛؟؟؟ شد که همچون کیاس؛هد و کیاس؛چایلد، دنبالهٔ موضوعی اشتاینز؛گیت، رمان معروفتر ساینس ادونچر، است. دیگر رسانه‌های کیاس؛چایلد شامل یک مجموعه انیمه، دو مانگا، یک درام رادیویی و رمان تصویری کیاس؛چایلد لاو چو چو!! می‌باشد.

## گیم‌پلی
کیاس؛چایلد یک رمان تصویری به سبک ماجراجویی (ADV) می‌باشد، اما دارای دو شکل اصلی و نوآورانهٔ تعامل است:

### دلوژنال تریگر

سیستم «دلوژنال تریگر» در محیط رمان، که در بخشی که مربوط به اونوئه سریکا می‌باشد پدیدار شده است.

بازیکن باید از میان توهم مثبت یا منفی یکی را انتخاب کند، یا اینکه آن را به‌طور کامل نادیده بگیرد. هنگامی که داستان به لحظهٔ انتخاب یکی از توهم‌ها رسید، داستان بازی به یک وقفه می‌رسد و با دیدگاهی توهمی مشخص شده با حاشیه‌های آبی (مثبت) یا قرمز (منفی) جایگزین می‌شود. اگر بازیکن هنگام انتخاب توهم‌ها تصمیمی نگیرد، گزینه‌ها ناپدید شده و داستان بازی به‌طور عادی ادامه می‌یابد.
انتخاب توهم‌ها در دور اول بازی بی‌اهمیت‌اند. پس از تکمیل مسیر «مشترک» (Common Route)، در دورهای بعدی بازی انتخاب مجموعه‌ای از توهم‌های مثبت یا منفی می‌تواند منجر به ختم داستان به پایان‌های جایگزین بازی شود.

### مپینگ تریگر
بازیکن باید بر روی تخته سیاه داخل اتاق باشگاه روزنامه‌نگاری، معمولاً از میان عکس‌ها و یادداشت‌های چسبدار انتخاب‌های درستی کند. مپینگ تریگر (Mapping Trigger) در بازی کم‌معمول‌تر است و عملکرد آن همچون یک مینی گیم معمایی می‌باشد. اگر بازیکن انتخاب اشتباهی داشته باشد، در روند داستانی رمان بی‌تأثیر است و بازیکن فقط به اول برمی‌گردد و باید دوباره یکی از گزینه‌ها را انتخاب کند؛ گرچه استثناهایی هم وجود دارد.

## داستان

### محیط داستان و شخصیت‌ها

لوگوی رمان

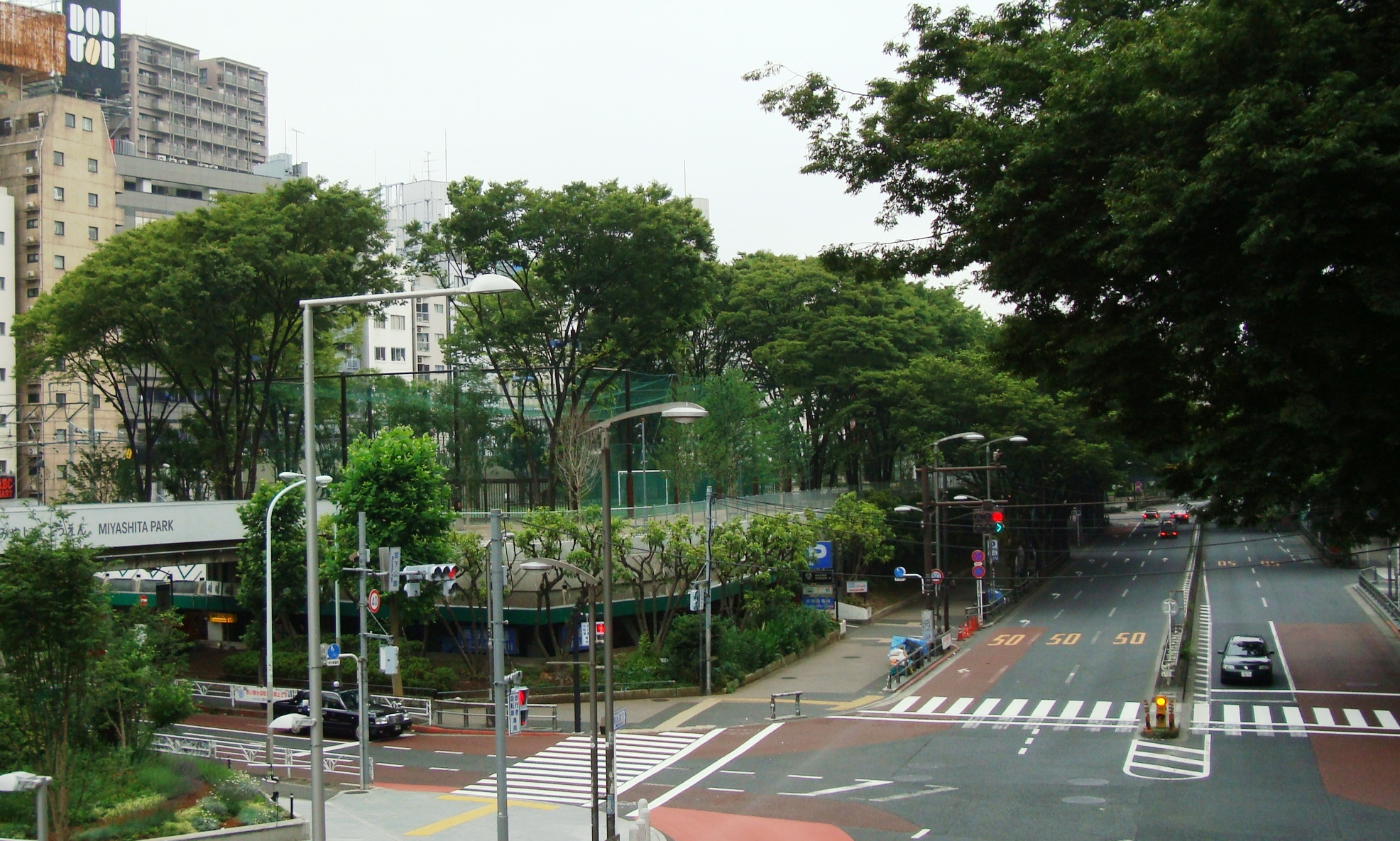
تاکورو در یک ماشین کاروان در پارک میاشیتا، شیبویا زندگی می‌کند.

کیاس؛چایلد در سپتامبر ۲۰۱۵ و در منطقهٔ شیبویا، توکیو شروع به روایت می‌شود؛ ۶ سال پس از وقایع کیاس؛هد و زلزلهٔ ۷٫۹ ریشتری که شهر را به ویرانی کشاند. از آن موقع به بعد، شیبویا بازسازی شده است، اما زنجیره‌ای از قتل‌های عجیب دقیقاً در همان روزهایی که قتل‌های «جنون نسل جدید» اتفاق می‌افتاد، در حال رخ دادن است. این قتل‌ها به همین دلیل، به «بازگشت جنون نسل جدید» (Return of the New Generation Madness) معروف شده‌اند و با استیکرهای مردی دوچهره به نام «استیکرهای سومو» (Sumo Stickers) که در صحنه‌های جرم رها شده‌اند، علامتدار گشته‌اند.
در چندین نفر از شخصیت‌های داستان در پی زمین‌لرزه، قدرت‌های سایکیک فعال شده است؛ توانایی‌هایی همچون پایروکینسیس (توانایی تولید و کنترل آتش با ذهن) یا توانایی تشخیص دروغ‌ها با قطعیت کامل. اینگونه افراد گیگالومانیاک نام دارند و با تبدیل توهم‌ها به واقعیت از قدرت‌هایشان (رئال-بوت کردن، real-booting) استفاده می‌کنند. این فرایند از طریق پدیدار شدن یک دی-سورد (Di-Sword) انجام شده که آن‌ها را به دریای دیراک متصل می‌گرداند.
داستان رمان در مورد گروهی از دانش‌آموزان دبیرستانی آکادمی هکیهو (碧朋学園 Hekihō Gakuen) است که از زمین‌لرزهٔ شیبویا جان سالم به در بردند. بازیکن نقش میاشیرو تاکورو را بر عهده می‌گیرد، فردی که رئیس باشگاه روزنامه‌نگاری هکیهو است و خانواده‌اش در هنگام زمین‌لرزه می‌میرند. دیگر شخصیت‌های مهم داستان عبارتند از اعضای باشگاه: اونوئه سِریکا دوست دوران کودکی تاکورو، کوروسو نونو خواهر ناتنی بزرگتر او، کازوکی هانا و ایتو شینجی. علاوه بر اعضا شخصیت‌های دیگری نیز حضور دارند از جمله: واکوئی شوئیچی معلم و مشاور باشگاه تاکورو و کونوساتو میو که فردی مردم‌ستیز بوده و در حل پروندهٔ قتل‌های زنجیره‌ای به کارآگاه شینجو تاکشی کمک می‌کند. تاکورو و نونو همراه با خواهر و برادر ناتنی‌شان دوقلوهای تاچیبانا یوئی و یوتو و پدرخوانده‌شان ساکوما واتارو در خوابگاه آئوبا زندگی می‌کنند، که متشکل از یک خانهٔ پرورشی در طبقهٔ بالا و درمانگاه آئوبا در طبقهٔ پایین است؛ اگرچه تاکورو همچنین در یک ماشین کاروان در پارک میاشیتا زندگی می‌کند.

### داستان
در سپتامبر ۲۰۱۵، شش سال پس از قتل‌های زنجیره‌ای جنون نسل جدید و زمین‌لرزهٔ شیبویا، دانش‌آموز دبیرستانی میاشیرو تاکورو در جستجوی داستانی برای پوشش و گزارش دادن در باشگاه روزنامه‌نگاری مدرسه‌اش است. او پس از بررسی دو مرگ اخیر در شیبویا پی می‌برد که این رخدادها تقلیدی از قتل‌های نیو جن از شش سال پیش بوده و حتی در همان تاریخ‌ها در حال رخ دادن است.
علیرغم مخالفت‌های خواهرخوانده‌اش کوروسو نونو، تاکورو و سایر اعضای باشگاه از جمله دوست دوران کودکی‌اش اونوئه سریکا، ایتو شینجی و کازوکی هانا تحقیقات بر روی قتل‌ها را با هدف افشاء هویت جنایتکار آغاز می‌کنند. او در طول مسیر تحقیقاتش با شخصیت‌های مختلفی آشنا می‌شود، همچون آریمورا هینائه رئیس باشگاه ادبیات، کونوساتو میو بی‌احساس و حیله‌گر، کارآگاه شینجو تاکشی و یامازوئه اوکی.
میو وجود گیگالومانیاک‌ها را فاش می‌کند، افرادی که توانایی تبدیل توهم‌هایشان را به واقعیت دارند. میو و هینائه که خود یک گیگالومانیاک است، استنباط می‌کنند که تاکورو می‌بایست یک گیگالومانیاک با توانایی سایکوکینسیس باشد.
هینائه و تاکورو در یک شب مورد حملهٔ فردی گیگالومانیاک با توانایی پایروکینسیس قرار می‌گیرند. آنطور که تصور می‌شود این فرد مینامیساوا سِنری است، دوست قدیمی نونو که احتمالاً بخاطر زمین‌لرزه جانش را از دست داده است. تاکورو از دوران کودکی‌اش به یاد می‌آورد که هنگام بررسی و کندوکاو بیمارستان سنری را در حالی در زیرزمین بیمارستان پیدا کرد که داشت مورد آزمایش قرار می‌گرفت. او به همین دلیل تصور می‌کند چون سنری را از آنجا نجات نداده، او آمده تا انتقامش را بگیرد.
شینجی با این ادعا که او عاشق سنری بود و می‌خواست بخاطر اینکه تاکورو او را در بیمارستان رها کرد تلافی کند، خواهرخواندهٔ کوچکتر تاکورو یعنی یوئی را به قتل می‌رساند. هنگامی که نونو اثبات می‌کند که امکان ندارد شینجی و سنری در گذشته با همدیگر آشنا شده باشند، شینجی دچار فروپاشی روانی می‌شود و بیهوش بر زمین می‌افتد.
طولی نمی‌کشد که نونو مدارکی را پیدا می‌کند که نشان می‌دهد سریکا در قتل‌های زنجیره‌ای نیو جن دخیل است. او بر روی پشت‌بام مدرسه با سریکا روبرو می‌شود. در اینجاست که مشخص می‌شود هر دوی آنها گیگالومانیاک بوده‌اند و با همدیگر شروع به مبارزه می‌کنند. تاکورو کمی بعد می‌رسد و شاهد کشته شدن نونو بخاطر مبارزه می‌شود. طبق اطلاعیهٔ پلیس، تاکورو رسماً در قتل‌های زنجیره‌ای دست دارد و اخبار مربوط به آن به‌طور گسترده در خبرگزاری‌ها و سرتاسر شیبویا پخش می‌شود.
مشخص می‌شود که سریکا در حقیقت دوست خیالی تاکورو بود. هنگامی که قدرت گیگالومانیاک در تاکورو فعال شد، او سریکا را رئال-بوت کرد. سریکا خود نیز فاش می‌کند که با ساکوما واتارو، پدرخواندهٔ تاکورو، همدست شده است و با همدیگر ارتکاب قتل‌ها را سازماندهی کرده‌اند.
ساکوما، که از بقایای نوح ۲ دستگاه تولیدکنندهٔ قدرت گیگالومانیاک مصنوعی ساخته، با تاکورو مبارزه می‌کند. او فاش می‌کند که انگیزه‌اش از ارتکاب قتل‌ها صرفاً لذت بردن از شکنجه دادن و آزمایش کردن گیگالومانیاک‌ها می‌باشد. تاکورو سرانجام این مبارزه را می‌برد و ساکوما را می‌کشد. طولی نمی‌کشد که سریکا دوباره خود را نشان می‌دهد و فاش می‌کند که او با یک هدف معین خلق شده است: اینکه به تاکورو کاری بدهد تا انجامش دهد و به او در آن مسیر کمک کند. چون تاکورو در کودکی شیفتهٔ قتل‌های زنجیره‌ای نیو جن بود، سریکا قتل‌های کپی شدهٔ نیو جن را سازماندهی کرد تا تاکورو را وادار به حل آنها کند و سرانجام قهرمان شود. تاکورو که آرزوی اصلی خود را نمی‌پذیرد، به کمک قدرتش حافظهٔ سریکا را پاک کرده و او را از هدفی که بخاطر آن خلق شد آزاد می‌کند. تاکورو بعداً بخاطر قتل‌ها دستگیر می‌شود.
پس از همهٔ اینها، مسیرهای شخصیت‌ها قفل‌گشایی می‌شوند و از هینائه سرگذشت از دست دادن برادرش در پی زمین‌لرزه و گیگالومانیاک بودن کازوکی را فاش می‌کنند. همچنین مشخص می‌کنند که واکوئی شوئیچی معلم و مشاور باشگاه تاکورو عضوی از کمیتهٔ ۳۰۰ بوده و نونو در حقیقت مینامیساوا سنری است.
پس از تکمیل مسیرهای شخصیت‌ها، پایان حقیقی قفل‌گشایی می‌گردد. سریکا سه ماه بعد بیدار می‌شود و تقریباً هیچ خاطره‌ای از هویتش ندارد. او خود را کشیده شده به شیبویا می‌یابد و با میو، شینجو و تاکورو آشنا می‌شود. میو او را با سندرم کیاس چایلد آشنا می‌کند. مبتلایان به این سندرم گرفتار توهمی همگام شده‌اند که منجر به تسریع پیری طی این فرایند می‌گردد. آنها به بخشی ویژه در زیر ساختمان آکادمی هکیهو می‌روند و همهٔ مبتلایان را از این سندرم نجات می‌دهند.
هفته‌ها بعدتر، تاکورو باید به زندان منتقل شود. در راه خروجش از بیمارستان او با سریکا مواجه می‌شود. در حالی که از کنار همدیگر می‌گذرند هر دوی آنها ادعا می‌کنند که همدیگر را نمی‌شناسند و باقی زندگی خود را جدا از یکدیگر ادامه خواهند داد.

### شخصیت‌ها

#### شخصیت‌های اصلی

جلد پی‌اس ویتا رمان تصویری کیاس؛چایلد با حضور شخصیت‌های اصلی

میاشیرو تاکورو (宮代 拓留 Miyashiro Takuru)
صداگذاری شده توسط: یوشیتسوگو ماتسوئوکا
میاشیرو تاکورو دانش‌آموز دبیرستانی و رئیس باشگاه روزنامه‌نگاری آکادمی هکیهو است که همراه با دوستانش ایتو شینجی و اونوئه سریکا بر روی قتل‌های زنجیره‌ای بازگشت جنون نسل جدید تحقیق می‌کند. او از نظر شخصیتی فردی درونگرا، بزدل، مغرور و عجیب‌وغریب است و به ادعای خودش یک "رایت-سایدر" (情報強者 Right-Sider) است؛ اصطلاحی ژاپنی به معنای باسواد اطلاعاتی، به این منظور که او نسبت به "رانگ-سایدرها" (Wrong-Siders) در سمت درست اطلاعات قرار دارد. تاکورو به عنوان یک رایت-سایدر با برطرف کردن عطش سیراب‌نشدنی‌اش در دانش و کسب برتری نسبت به بقیه در این زمینه به لذت می‌رسد. او در باشگاهش مشغول فیلمبرداری، تحقیق و روزنامه‌نگاری می‌باشد. تاکورو همیشه سعی می‌کند احساسات و افکار واقعی‌اش را پنهان کند اما بقیه افراد به راحتی می‌توانند به افکارش پی ببرند که بعداً مشخص می‌شود از دلایل مهمی است که آریمورا هینائه با او دوست می‌شود. تاکورو در توهم‌هایش تمایل دارد در وسوسه فرورود. با این حال او ظاهراً نظم و انضباط، اخلاق و رفتار خوب دارد و هرگز بر اساس امیال خشونت‌آمیز یا جنسی‌اش رفتار نمی‌کند. تاکورو سبکزندگی و رژیم غذایی ناسالمی دارد و نیز از انجام کارهای نیازمند فعالیت فیزیکی بالا دوری می‌کند. پس از اینکه پی برد پدرخوانده‌اش ساکوما واتارو و خواهرخوانده‌اش کوروسو نونو به او دربارهٔ سرنوشت پدر و مادرش دروغ گفته‌اند، نتوانست آنها را ببخشد و به همین دلیل از خوابگاه آئوبا فرار کرد و تصمیم گرفت در پارک میاشیتا زندگی کند. او از آن به بعد حتی نونو را با نام کوچکش صدا نمی‌زند و ادعا می‌کند که نونو جزئی از خانواده‌اش نیست. تاکورو به خاطر ذات کنجکاو و خودخواهانه‌اش هشدارهای نونو را نادیده گرفته و مخفیانه تحقیقات بر روی قتل‌های بازگشت نیو جن را ادامه می‌دهد. او در کودکی توجه و محبت زیادی از والدینش دریافت نمی‌کرد، چون آنها بیشتر وقت خود را به کار کردن در شرکت می‌گذراندند و او به همین دلیل بیشتر اوقات فراغتش را تنها در خانه با جستجوی اینترنت و پرداختن به موضوعات مختلف می‌گذراند.
کوروسو نونو (来栖 乃々 Kurusu Nono)
صداگذاری شده توسط: سارا امی بریدکات
کوروسو نونو دانش‌آموز سال سوم دبیرستان و رئیس شورای دانش‌آموزی آکادمی هکیهو است. او همچنین معاون باشگاه روزنامه‌نگاری است. همگی در مدرسه به او احترام می‌گذارند به طوری که او ملقب به «ملکه» شده است. نونو که در حقیقت دختری زودخشم است، با وجود مسئولیت‌هایی که دارد بسیار سختکوش است. نونو خانواده‌اش را که اعضای خوابگاه آئوبا هستند، بسیار عزیز می‌شمارد و تقریباً تمام کارهای خانه و امور مالی خوابگاه بر عهدهٔ اوست. او برای عزیزانش ارزش قائل است و امیدوار است همهٔ آنها در امان باشند، همچنین منتظر بازگشت تاکورو به خوابگاه است. علاقهٔ تازهٔ تاکورو به قتل‌های اخیر شیبویا منجر به نگرانی نونو می‌شود. او به عنوان خواهر بزرگترش سعی کرده تاکورو را متقاعد کند تا تحقیقات خطرناک باشگاه را متوقف سازد. در رمان تصویری و در پایان «آسمان واقعی» (Real Sky) مشخص می‌شود که او یک گیگالومانیاک بوده، در حقیقت مینامیساوا سنری است و کوروسو نونوی واقعی در واقع دوست او در دوران کودکی‌اش بوده که طی زمین‌لرزهٔ شیبویا در ۲۰۰۹ می‌میرد.
اونوئه سریکا (尾上 世莉架 Onoe Serika)
صداگذاری شده توسط: سومیره اوئه‌ساکا
اونوئه سریکا دانش‌آموزی سال دومی در آکادمی هکیهو، از اعضای باشگاه روزنامه‌نگاری و دوست دوران کودکی میاشیرو تاکورو است. او در حل کردن جنایات بازگشت جنون نسل جدید با تاکورو همکاری می‌کند. سریکا می‌تواند دختری کنجکاو، شاد و صمیمی توصیف شود. او اکثر اوقات نسبت به محیط اطرافش ساده‌لوحانه و بی‌اطلاع رفتار می‌کند؛ اما به گفتهٔ تاکورو او می‌تواند برخی مواقع به طرز شگفت‌آوری هوشیار و مراقب باشد. سریکا به دوستانش اهمیت می‌دهد و هنگامی که میان تاکورو و دیگر اعضای باشگاه بحثی پیش بیاید ناراحت می‌شود. او ظاهراً به خاطر کنجکاوی و علاقه‌مندی‌اش به جنایات بازگشت جنون نسل جدید هر زمان که تاکورو نسبت به ادامهٔ تحقیقات بر روی قتل‌ها مردد است، او را متقاعد می‌کند که ادامه دهد. در «مسیر مشترک» (Common Route) هویت واقعی سریکا مشخص می‌شود. او در حقیقت یک موجود توهمی رئال-بوت شده توسط تاکورو است و شخصیت و روح او فقط برای یک چیز خلق شده است: اینکه به میاشیرو تاکورو هدف و معنا بدهد. سریکا برای رسیدن به این هدف بسیار کلی هر کار ضروری که در توانش باشد انجام می‌دهد، حتی اگر طی آن تاکورو آسیب ببیند؛ همهٔ اینها به این دلیل که تاکورو حوصله‌اش سر نرود. او در تضاد با ظاهر ساده‌لوحانه و شادش، بسیار متمرکز و سرد و فاقد همدلی برای دیگران است. تاکورو در دوران کودکی‌اش دوست تخیلی به نام اونوئه سریکا داشت تا کمبود محبت از سوی والدینش را جبران کند. پس از وقوع زمین‌لرزهٔ شیبویا، تاکورو با استفاده از قدرت‌های گیگالومانیاک خود سریکا را به واقعیت رئال-بوت می‌کند و سپس از او درخواست می‌کند که به او هدفی بدهد.
آریمورا هینائه (有村 雛絵 Arimura Hinae)
صداگذاری شده توسط: سوزوکو میموری
آریمورا هینائه دانش‌آموز سال دوم دبیرستان و رئیس باشگاه ادبیات است که در محل سومین قتل بازگشت جنون نسل جدید، «مردهٔ چرخان» (Revolving Dead)، پیدا شد. او در ظاهر دختری شیک، پرانرژی و اهل مد روز است که دوست دارد با بقیه شوخی کند. هینائه در تقابل با ظاهر معمولاً شادش، فردی حساس و زیرک می‌باشد که از روابط و احساسات پنهان اطرافیانش آگاهی دارد. او یک گیگالومانیاک است و دارای قدرت تشخیص دروغ می‌باشد. در پایان «آسمان تاریک» گذشتهٔ هینائه مشخص می‌شود. در ۶ نوامبر ۲۰۰۹، هینائه برای خریدن هدیه برای برادرش، شینگو به بیرون رفته بود تا اینکه در شب آن روز زمین‌لرزهٔ شیبویا رخ داد. او که نگران حال شینگو بود او را زیر آوار یافت و تلاش کرد نجاتش دهد. شینگو قبل مرگش برای هینائه فاش کرد که او برادر تنی‌اش نیست و اینکه پدر هینائه مردی دیگر است. هینائه با شنیدن این خبر به شدت شوکه می‌شود، به خصوص اینکه برادرش به او گفته بود هرگز دروغ نگوید. همین باعث شد قدرت‌های گیگالومانیاک در هینائه فعال شوند.
کازوکی هانا (香月 華 Kazuki Hana)
صداگذاری شده توسط: سایاکا ناکایا
کازوکی هانا دانشآموز سال اولی در آکادمی هکیهو و تنها سال اولی باشگاه روزنامه‌نگاری است. هانا دختری ساکت است که هرگز حرف نمی‌زند مگر اینکه برای آره یا نه گفتن از خودش صداهای زمزمه‌مانند در بیاورد. او یک اوتاکو و معتاد به بازی‌های ویدئویی آنلاین همچون ای‌اس‌او۲ است. در پی رخدادهای زمین‌لرزهٔ شیبویا، قدرت‌های گیگالومانیاک در او فعال شد و او قدرت رئال-بوت کردن توهم‌ها به وسیلهٔ صدای خود را دریافت کرد.
یامازوئه اوکی (山添 うき Yamazoe Uki)
صداگذاری شده توسط: اینوری میناسه
یامازوئه اوکی دختری کوچک است که از نظر شخصیتی کمرو، ترسو و مؤدب می‌باشد. نوعدوستی در او موجب شده که به دیگران کمک کند و خوشحالی آنها پیش از خودش قرار دهد. اوکی هم‌سن تاچیبانا یوئی می‌باشد و در کودکی با او تا پایهٔ دوم دبستان همکلاس بوده است. با این حال اندکی پیش از زمین‌لرزهٔ شیبویا، اوکی دیگر به مدرسه نرفت. پس از رخدادهای زمین‌لرزهٔ شیبویا، مسئولیت مراقبت از بیماران باقیماندهٔ یک مرکز تحقیقات پنهانی در زیر بیمارستان عمومی ای‌اچ توکیو بر عهدهٔ او قرار داده شد.
کونوساتو میو (久野里 澪 Kunosato Mio)
صداگذاری شده توسط: ریسا تاندا (رمان تصویری)، آسامی سانادا (انیمه)
کونوساتو میو عصب‌شناس و متخصص در حوزهٔ گیگالومانیا است. او در طول وقایع کیاس؛ چایلد موقتاً به عنوان واسط اطلاعات در فریژیا مشغول به کار می‌باشد. او همزمان در حال تحقیق بر روی سندرم کیاس چایلد در آکادمی هکیهو است. میو با همکاری شینجو تاکشی و موموسه کاتسوکو در تلاش است جنایتکاران پشت قتل‌های زنجیره‌ای موسوم به بازگشت جنون نسل جدید را پیدا کند. میو را می‌توان همچون زنی سرد، خشن و جدی دید که بدون توجه به سن یا اشتغال، رفتار بی‌ادبانه‌ای با افراد دارد. او ظاهراً از گیگالومانیاک‌ها متنفر است و ادعا می‌کند که آرزو دارد آنها را بکشد.
مینامیساوا سنری (南沢 泉理 Minamisawa Senri)
صداگذاری شده توسط: سارا امی بریدکات
مینامیساوا سنری دوست دوران کودکی کوروسو نونو است. او در ابتدای داستان به عنوان جنایتکار قتل‌های بازگشت نیو جن مورد شک قرار گرفت. سنری در نوجوانی‌اش همچون دختری خجالتی، درونگرا و آرام توصیف شده است. در طول رخدادهای کیاس؛ چایلد او با استفاده از قدرت‌های گیگالومانیکش خود را به شکل دوستش نونو درمی‌آورد. او به عنوان نونو دختری کوتاه‌مزاج ولی سختکوش است. صرف‌نظر از اینکه او سنری باشد یا نونو، شخصیت واقعی او دختری بالغ، مسئولیت‌پذیر، دلسوز و خودرأی می‌باشد. سنری پس از وقوع زمین‌لرزهٔ شیبویا، خانواده‌اش در خوابگاه آئوبا را بسیار عزیز می‌شمارد. او مسئول تقریباً تمام کارهای مربوط به خانه و امور مالی خوابگاه است. سنری به عزیزانش اهمیت می‌دهد و امیدوار است که همهٔ آنها در امن و امان باشند؛ به ویژه تاکورو که سنری در تلاش است او را به خوابگاه برگرداند. سنری علاقهٔ بیش از حد تاکورو به قتل‌های بازگشت نیو جن را غیر مسئولانه می‌داند و باور دارد که تحقیقات او در این زمینه دارد او و بقیه را به خطر می‌اندازد.
در یک شب تاکورو و هینائه مورد حملهٔ یک گیگالومانیاک قرار گرفتند که دارای قدرت پایروکینسیس بود. طی تحقیقات بیشتر پلیس این فرد کارت شناسایی مینامیساوای سنری را به همراه داشت. به همین دلیل همگی به سنری به عنوان قاتل زنجیره‌ای مشکوک شدند. اما بعداً که آن گیگالومانیاک خود به قتل رسید، معلوم شد که او هایدا ریکو بوده است.
سنری در دوران کودکی‌اش خجالتی بود. ازین رو از مادرش خواست کاری کند تا بتواند دوستانی برای خودش پیدا کند. مادر سنری که از معتقدان به فرقهٔ کلیسای کیهانی نور الهی بود، دخترش را به مرکزی آزمایشگاهی در بیمارستان عمومی ای‌اچ توکیو می‌برد. این مرکز وابسته به شرکت داروسازی که پدرش در آن کار می‌کند است و نیز با فرقه‌ای که مادرش از معتقدانش می‌باشد، ارتباطات عمیقی دارد. در ابتدا تست‌ها به گونه‌ای بودند که سنری دوست داشت دوباره به آزمایشگاه بیاید؛ اما به تدریج آزمایش‌ها غیرانسانی شدند به طوری که او به‌طور متناوب تزریقات دردناکی دریافت می‌کرد. در طول یکی از همین آزمایش‌ها بود که تاکورو او را در زیرزمین بیمارستان ای‌اچ توکیو پیدا کرد. پس از زمین‌لرزهٔ شیبویا، سنری دوستش کوروسو نونو را که چند ماه پیش با او دوست شده بود زیر آوار پیدا کرد و تلاش کرد نجاتش دهد، اما فایده‌ای نداشت و سرانجام نونو درگذشت. در همین حین قدرت‌های گیگالومانیاک در سنری فعال شد و او خود را شبیه نونو کرد چون آرزو داشت شخصیتی شبیه او داشته باشد.
ایتو شینجی (伊藤 真二 Itō Shinji)
صداگذاری شده توسط: یوکی فوجیوارا
ایتو شینجی بهترین دوست وفادار تاکورو و عضو مهمی از باشگاه روزنامه‌نگاری است. شینجی با تاکورو تیمی تشکیل می‌دهند و با کمک همدیگر تلاش می‌کنند قتل‌های بازگشت نیو جن را حل کنند. در زمان نامشخص پیش از شروع داستان، ذهن شینجی مورد کنترل ساکوما واتارو قرار گرفت و از این طریق به او دستور داده شد خواهر کوچکتر تاکورو، تاچیبانا یوئی را به عنوان ششمین قتل بازگشت نیو جن به قتل برساند. از طریق کنترل ذهن، به او این باور داده شد که او عاشق مینامیساوا سنری بود، همان دختری که تاکورو او را پیش از زمین‌لرزهٔ شیبویا در مرکز آزمایشگاهی زیر بیمارستان عمومی ای‌اچ توکیو دید اما تلاش نکرد نجاتش دهد. به همین خاطر، شینجی برنامه‌ای «چید» تا کاری کند تاکورو اخبار قتل‌های زنجیره‌ای را دنبال کند تا زمانی فرا برسد که شینجی بتواند انتقامش را با کشتن یوئی و سپس تاکورو بگیرد.
در «مسیر مشترک»، نونو به صحنهٔ قتل یوئی می‌آید و پی می‌برد که شینجی مورد کنترل ذهن قرار گرفته است. برخلاف گفته‌های شینجی، نونو به او می‌گوید که مطمئن است او هرگز سنری را ندیده است و در نتیجه نمی‌تواند عاشقش شده باشد. این حرف‌ها باعث می‌شود شینجی به خاطر تناقض خاطرات اشتباه و خاطرات واقعی خود دیوانه شود و سرانجام بیهوش می‌شود.

#### شخصیت‌های فرعی
شینجو تاکشی (神成 岳志 Shinjō Takeshi)
صداگذاری شده توسط: تاکویا کیریموتو
شینجو تاکشی کارآگاهی از واحد تحقیقات جنایی ادارهٔ پلیس کلانشهر توکیو در ایستگاه پلیس شیبویا است. او سرپرست پروندهٔ بازگشت جنون نسل جدید می‌باشد. شینجو برای حل این پرونده با کونوساتو میو و موموسه کاتسوکو همکاری می‌کند.
موموسه کاتسوکو (百瀬 克子 Momose Katsuko)
صداگذاری شده توسط: کوجیرا
موموسه کاتسوکو مؤسس آژانس کارآگاهی «فریژیا» است. او در کیاس؛ هد نیز حضور داشت و با کارآگاه بان یاسوجی همکاری می‌کرد تا مجرمان قتل‌های زنجیره‌ای شش سال پیش را بگیرند و هم‌اکنون در تلاش است با همکاری کونوساتو میو و شینجو تاکشی مجرمان بازگشت نیو جن را دستگیر کنند.
تاچیبانا یوئی (橘 結衣 Tachibana Yui)
صداگذاری شده توسط: یومی هارا
تاچیبانا یوئی خواهر تنی یوتو و خواهر ناتنی کوروسو نونو است که در خوابگاه آئوبا زندگی می‌کند. یوئی به عنوان یک خواهر، بامحبت و دلسوز ولی خودرأی بوده که نگران یوتو و تاکورو می‌باشد. او عادت‌های رفتاری مشابه خواهرش نونو دارد. یوئی و یوتو با از دست دادن والدینشان در پی زمین‌لرزهٔ شیبویا توسط ساکوما واتارو به سرپرستی گرفته شدند و به خوابگاه آئوبا منتقل شدند. متأسفانه یوئی ششمین و آخرین قربانی قتل‌های زنجیره‌ای بازگشت نیو جن شد.
تاچیبانا یوتو (橘 結人 Tachibana Yūto)
صداگذاری شده توسط: کوکورو کیکوچی
تاچیبانا یوتو برادر تنی یوئی و برادر ناتنی نونو و تاکورو است. او به خاطر زمین‌لرزهٔ شیبویا از تاریکی‌هراسی و ترومای روانی رنج می‌برد.
ساکوما واتارو (佐久間 恒 Sakuma Wataru)
صداگذاری شده توسط: تومویوکی شیمورا
ساکوما واتارو پزشک کلینیک آئوبا و سرپرست خوابگاه آئوبا است که تاکورو، نونو و دوقلوهای تاچیبانا را به خوابگاه راه داد و پدر ناتنی آن‌ها شد.
در نگاه اول، ساکوما پدری مهربان و پزشکی دلسوز می‌باشد که به خاطر خدمات درمانی مجانی‌اش برای همسایگانش معروف شده است؛ حتی اگرچه اینکار شغلش را دشوارتر می‌کند.
ساکوما پیش از زندگی‌اش در خوابگاه و کلینیک آئوبا، در مرکز درمانی آرک هارت (Ark Heart Medical) مشغول به تحقیق بر روی گیگالومانیاک‌ها برای کمیتهٔ ۳۰۰ بود. او همچنین دانش خود را برای ایجاد قابلیت‌های مصنوعی گیگالومانیاکی در پایانه‌های نوح ۲ در اختیار قرار داد. پس از ناموفقیت‌آمیز بودن نوح ۲، ساکوما شغل و جایگاهش را در کمیته از دست داد.
واکوئی شوئیچی (和久井 修一 Wakui Shūichi)
صداگذاری شده توسط: ماسایوکی کاتو
واکوئی شوئیچی از معلمان آکادمی هکیهو و مشاور باشگاه روزنامه‌نگاری است. او معلم آسان‌گیری است و در صحبت‌هایش شخصیتی دست‌وپاچلفتی و ساده‌لوح از خودش بروز می‌دهد و با دانش‌آموزان رسمی حرف نمی‌زند.
در یکی از پایان‌های جایگزین و نیز پایان حقیقی رمان، مشخص می‌شود که او یکی از آنتاگونیست‌های کیاس؛چایلد است. او در حقیقت یک آدمکش استخدام شده توسط کمیتهٔ ۳۰۰ می‌باشد و عنوان معلم در واقع نقابی است که هدف و کار واقعی او را مخفی می‌کند.

### قتل‌های بازگشت جنون نسل جدید
بازگشت جنون نسل جدید (The Return of the New Generation Madness) مجموعه‌ای از قتل‌ها بود که در پائیز ۲۰۱۵ رخ داده و متشکل شده از شش قتل به شدت وحشتناک می‌باشد. به دلیل شباهت‌هایی که این قتل‌ها با قتل‌های پائیز ۲۰۰۹ داشتند و در همان تاریخ‌ها رخ دادند، اینگونه نامگذاری شدند.

#### نگام نکن
حدود ساعت ۱۱:۵۰ شب در یک مجتمع مسکونی نزدیک ایستگاه شیبویا در محلهٔ جیننان، اوتانی یوما مردی ۲۱ ساله، در حالی که در نیکونیا پخش زنده داشت، می‌میرد. در طول استریم اوتانی به بینندگانش کمی زمان داد تا سؤالاتشان را بپرسند و خودش به آشپزخانه رفت تا چیزی برای خوردن آماده کند. پس از آن صدای موزون کوبیدن در شنیده شد و سپس صدایی‌هایی که نمی‌شد به خوبی آنها را شنید. حدود ۱۵ دقیقه بعد، هنگامی که اوتانی جلوی دوربین آمد، می‌شد دید که نصف دست راستش به تکه‌های کوچکتری بریده شده و بر روی بشقابی گذاشته شده است. او سپس انگشتان خودش را خورد، به طوری که صدای جویدنش بسیار بلند بود. اندکی بعد اوتانی فریاد کشید، بالا آورد و اشک‌های خونین از چشمانش جاری شد. در نهایت او از خونریزی بیش از حد مرد. این حادثه در اینترنت «نگام نکن» (Don't look at me) نام گرفت.

#### صدای لو رفته
قربانی تاکایاناگی مومونه، زنی ۲۰ ساله و خواننده بود. او معروف برای کاورهای آهنگ انیمه‌های محبوب، به ویژه اجرا کردنشان در کنسرت‌های خیابانی بود.
او در هنگام یکی از اجراهای خیابانی‌اش از خونریزی بیش از حد مرد. در اواسط اجرایش، شنوندگانش پی بردند که لب‌های مومونه هماهنگ با آهنگ نیست و پی بردند که صدا در واقع دارد از اسپیکری که قبل از اجرا در شکمش پنهان شده بود می‌آید. این قتل در اینترنت صدای لو رفته (Leaky Noise) نامگذاری شده است.

#### مردهٔ چرخان
هیرونوری کاکیتا مردی ۲۲ ساله که شغلی پاره وقت در بازاریابی داشت، در هتل عشق «رقص پری» در شیبویا، به خاطر طنابی که به تخت چرخان و دور گردنش بسته شده بود، خفه شد و مرد. ازین رو نام آن «مردهٔ چرخان» (Revolving Dead) گذاشته شد. تاکورو و سریکا پس از کشف صحنهٔ جرم آریمورا هینائه و یک افسر پلیس زخمی را بر روی کف زمین دیدند.

#### گوتسان‌دث
قربانی واتابه توموئاکی، یک گزارشگر خبری نیکونیا است. او محبوبیت بسیاری را به ویژه در میان نسل جوانتر داشت بدست می‌آورد.
هنگامی که واتابه گزارشی در مورد جشنوارهٔ فرهنگی آکادمی هکیهو درست کرد، در آن اعلام کرد که درخواست دارد با باشگاه روزنامه‌نگاری به ویژه با رئیس آن یعنی میاشیرو تاکورو مصاحبه کند. او در روز جشنواره برای مصاحبه به مدرسه آمد ولی به محل مقرر نیامد. این باعث شد بعضی اعضای باشگاه به دنبال او بگردند. اما بعداً واتابه آمد ولی او شکم متورم و حالت چهره و حرکات عجیبی داشت. بلافاصله پس از آن، او فریاد کشید و در حالی که مقدار زیادی از استیکرهای سومو را همراه با شیرهٔ معده و خون بالا آورد، مرد.

#### سیخ برشته شده
در ۲۳ اکتبر ۲۰۱۵ زنی مرده بر روی میز در خانه‌اش یافت شد. سن او در حدود یک نوجوان تا زنی در حدود ۳۰ ساله تخمین زده شد. بعداً مشخص شد او هایدا ریکو ۱۸ ساله است. از دهان او همچون سیخ یک میل آهنی بیرون زده بود. در خانه هیچ اثری از قاتل نبود. صورت ریکو تا حدی سوزانده شده بود که قابل تشخیص نبود. همچنین هیچ نشانه‌ای از بنزین یا مادهٔ اشتعال‌زای دیگر نبود که باعث شد پلیس به این نتیجه برسد ریکو مورد احتراق خودبخودی قرار گرفته است. در نتیجهٔ این حادثه مشخص شد که فرد پایروکینسیس که به تاکورو و دوستانش حمله کرده بود، هایدا ریکو بود، نه مینامیساوا سنری.

#### دختر نوجوان غیرواقعی
تاچیبانا یوئی توسط ایتو شینجی کشته و به ۱۵ بخش تقسیم شد. هر یک از بخش‌های بدن او در جعبه‌های جدا گذاشته شد و به شکل یک انسان در کنار هم مرتب شد. پس از قتل، تاکورو جسد را کشف کرد و با شینجی روبرو شد.